# أبيا نالي
أبيا نالي (5 أكتوبر 1986 في جنوب أفريقيا - ) هو لاعب كرة قدم جنوب أفريقي في مركز الوسط. لعب مع أياكس كيب تاون ونادي كايزر تشيفز ونادي مبومالانجا بلاك أسأت ومانينغ رانغيرز ‏ ولمونتفيل غولدن أروز ‏ وPietersburg Pillars ‏.